# آربورفیلد، ساسکاچوان
آربورفیلد، ساسکاچوان (به انگلیسی: Arborfield, Saskatchewan) یک شهرک در کانادا است که در ساسکاچوان واقع شده‌است.

## خصوصیات
آربورفیلد ۰٫۸۸ کیلومترمربع مساحت و ۳۲۹ نفر جمعیت دارد.